# Digimind
Digimind ist ein global tätiges Social Media Monitoring und Competitive Intelligence Unternehmen, welches seiner Kundschaft, anderen Unternehmen oder Marketing Agenturen, Informationen über ihre kompetitive Marktposition übermittelt. Das Unternehmen wurde im Jahr 1998 gegründet. 2019 war Digimind mit 200 Mitarbeitern an Standorten in Nordamerika, Europa, Asien und Afrika vertreten.

## Geschichte
Im Jahr 1998 wurde Digimind von Paul Vivant, Patrice François, Gerald Navarette und Romain Laboisse in Grenoble, Frankreich gegründet. Innerhalb eines Jahres lancierten sie vStrat, ein kollaboratives Market Intelligence Software Tool für Lotus Notes (heute IBM Notes). 1999 folgte die Markteinführung der Strategic Finder, einer Metasuchmaschine. Zum Ende dieses Jahres hatte Digimind einer Nutzerzahl von mehr als 60 000 erreicht.
2003 brachte das Unternehmen Digimind Evolution, eine integrierte Competitive Intelligence Anwendung, auf den Markt. Der anschließende Unternehmenserfolg sowie die Expansion in englisch sowie französischsprachige Märkte ermöglichten 2007 die Eröffnung eines R&D Centers in Rabat und 2008 die Eröffnung des Büros in Cambridge, MA. 2007 lancierte das Unternehmen Digimind 7, eine Anwendung, die eine visuelle Echtzeitanalyse von Nachrichten zur Verfügung stellt.
2012 schuf das Unternehmen die Website WhoGotFunded.com, die dazu dient, globale Entwicklungen und Trends in Venture-Capital zu verfolgen. Durch regelmäßige Aktualisierung im Minutenintervall, bietet WhoGotFunded seinen Nutzern die neusten Informationen über Start-Ups mit hohem Potenzial, Venture-Capital-Unternehmen und VC-Transaktionen.
Im Jahr 2013 wurde Digimind Social eingeführt, was den ersten Streifzug der Firma im Feld des Social Media Monitoring repräsentiert. Digimind Social ist mit einer Plattform für die Echtzeit-Erkennung sowie die Analyse von Online Präsenzen, Trends und Einfluss ausgestattet.

## Produkte

### Digimind Intelligence
Digiminds Competitive Intelligence ist in ihrer zehnten Version. Digimind Intelligence ist auf Firmenkunden ausgerichtet und gewährt diesen Einblicke in Kundenmärkte. Die Software dient vor allem der Beobachtung von Wettbewerbern, neuen Trends, Technologien und täglichen Änderungen. Zu den Kernfunktionen zählen die automatische Suche, Extraktion und Kategorisierung von großen Datenmengen, Echtzeitanalyse sowie eine integrierte Kollaborationsplattform für Endbenutzer.

### Digimind Social
Digimind Social ist ein Social Media Monitoring (SMM) Tool, das im Jahr 2013 eingeführt wurde. Die Software berechnet den Einfluss der Punktzahl für Tweets, Blogs, Artikel, Videos und anderen Social Media Beiträgen, indem eine Reihe von Metriken und Algorithmen genutzt wird. Digimind Social ist auf Unternehmen ausgerichtet und günstiger als die Flaggschiff-Software. Benutzer können Kampagnen, Marken, Trends, Wettbewerber oder Beeinflusser vergleichen und eigene Tags erstellen, die dazu dienen, die Konsumentenstimmung zu messen sowie Daten zu analysieren. Daneben ermöglicht Digimind Social den Benutzern automatische Berichte mit nativen oder benutzerdefinierten Vorlagen zu generieren.

## Auszeichnungen
2013 wurde Digimind mit dem European IST Prize ausgezeichnet. 2005–2008 wurde Digmind von der Deloitte Technology Fast 500 EMEA als eine der 500 schnellst-wachsenden Technologiefirmen eingestuft. 2010 folgte die Auszeichnung Digiminds und seiner Partner für Workflow Integration durch den SIIA CODiE award.